# Euselates furcata
Euselates furcata är en skalbaggsart som beskrevs av Ernst Gustav Kraatz 1893. Euselates furcata ingår i släktet Euselates och familjen Cetoniidae. Inga underarter finns listade i Catalogue of Life.